# Paul Cox (réalisateur)
Pour les articles homonymes, voir Cox et Paul Cox.
Paulus Henrique Benedictus Cox dit Paul Cox est un monteur, producteur, réalisateur et scénariste australien, né le 16 avril 1940 à Venlo, Limbourg (Pays-Bas) et mort le 18 juin 2016 , à Heidelberg, un arrondissement de Melbourne en Australie.

## Filmographie

### comme acteur
- 1979 : Apostasy : Photographer
- 1984 : Le Pays où rêvent les fourmis vertes : Photographer
- 1987 : To Market to Market : Mortician
- 1992 : Careful : Count Knotkers
- 1996 : Lust and Revenge : New Age Customer

### comme monteur
- 1972 : The Journey
- 1977 : Inside Looking Out
- 1987 : Vincent
- 1994 : Exile
- 2001 : The Diaries of Vaslav Nijinsky
- 2004 : Human Touch

### comme producteur
- 1975 : We Are All Alone My Dear
- 1977 : Inside Looking Out
- 1983 : Man of Flowers
- 1984 : My First Wife
- 1986 : Cactus
- 1989 : Island
- 1990 : Golden Braid
- 1991 : A Woman's Tale
- 1992 : The Nun and the Bandit
- 1994 : Exile
- 1996 : Lust and Revenge
- 2000 : Innocence
- 2001 : The Diaries of Vaslav Nijinsky

### comme réalisateur
- 1968 : Skindeep
- 1972 : The Journey
- 1975 : We Are All Alone My Dear
- 1975 : The Island
- 1976 : Illuminations
- 1977 : Inside Looking Out
- 1979 : Kostas
- 1980 : The Kingdom of Nek Chand
- 1982 : Lonely Hearts
- 1983 : Man of Flowers
- 1984 : My First Wife
- 1986 : Handle with Care (TV)
- 1986 : Cactus
- 1987 : Vincent
- 1988 : The Gift (TV)
- 1989 : Island
- 1990 : Golden Braid
- 1991 : A Woman's Tale
- 1992 : The Nun and the Bandit
- 1993 : Touche-moi (Touch Me)
- 1994 : Exile
- 1996 : Lust and Revenge
- 1997 : The Hidden Dimension
- 1999 : Molokai: The Story of Father Damien
- 2000 : Innocence
- 2001 : The Diaries of Vaslav Nijinsky
- 2004 : Human Touch

### comme scénariste
- 1976 : Illuminations
- 1977 : Inside Looking Out
- 1982 : Lonely Hearts
- 1983 : Man of Flowers
- 1984 : My First Wife
- 1986 : Cactus
- 1987 : Vincent
- 1988 : The Gift (TV)
- 1989 : Island
- 1990 : Golden Braid
- 1991 : A Woman's Tale
- 1992 : The Nun and the Bandit
- 1993 : Touche-moi (Touch Me)
- 1994 : Exile
- 1996 : Lust and Revenge
- 1997 : The Hidden Dimension
- 2000 : Innocence
- 2001 : The Diaries of Vaslav Nijinsky
- 2004 : Human Touch